# Providence, Kentucky
Providence är en ort i Webster County i delstaten Kentucky, USA.